# Fynn Lakenmacher
Fynn-Luca Lakenmacher (* 10. Mai 2000 in Lübbecke) ist ein deutscher Fußballspieler. Er steht seit Juli 2024 beim SV Darmstadt 98 unter Vertrag.

## Karriere
Fynn Lakenmacher begann seine Karriere im Jugendbereich von Hannover 96 und durchlief dort fast alle Altersklassen. Lediglich in seiner letzten Jugendsaison 2018/19 spielte er für den TSV Havelse in der A-Junioren-Bundesliga. Am Saisonende mussten die Havelser nur aufgrund der schlechteren Tordifferenz gegenüber dem Niendorfer TSV in die Regionalliga absteigen. Lakenmacher wechselte daraufhin in den Kader der ersten Herrenmannschaft und spielte fortan in der viertklassigen Regionalliga Nord. In der Saison 2020/21 gelang Lakenmacher mit seiner Mannschaft der Aufstieg in die 3. Liga nach zwei 1:0-Siegen über den 1. FC Schweinfurt 05. Am 24. Juli 2021 gab Lakenmacher sein Profidebüt bei der 0:1-Niederlage beim 1. FC Saarbrücken, wobei er für den verletzten Yannik Jaeschke eingewechselt wurde. Bis zum Saisonende absolvierte er 36 Ligaspiele und traf dabei fünf Mal. 
Zur Saison 2022/23 gab der TSV 1860 München die Verpflichtung des Stürmers bekannt. Am 3. Spieltag derselben Saison erzielte Lakenmacher beim 4:0-Sieg über den SV Meppen seine ersten beiden Tore für 1860 München. Insgesamt konnte er in seiner ersten Saison bei den Löwen in 35 Ligaspielen acht Tore erzielen.
Im Sommer 2024 wechselt er zum SV Darmstadt 98 und unterschrieb dort einen Vertrag bis 2027.

## Familie
Der 1,88 Meter große Lakenmacher stammt aus einer Handballfamilie. Sein Großvater Wolfgang absolvierte 198 Einsätze für die Nationalmannschaft der DDR und wurde zweimal Vizeweltmeister. Sein Vater Sven spielte nach der Wiedervereinigung 47 Mal für die deutsche Nationalmannschaft. Seine jüngere Schwester Mia lief in der Frauen-Bundesliga für den Buxtehuder SV auf.

## Erfolge
TSV Havelse
- Meister der Regionalliga Nord und Aufstieg in die 3. Liga: 2020/21